# Bali

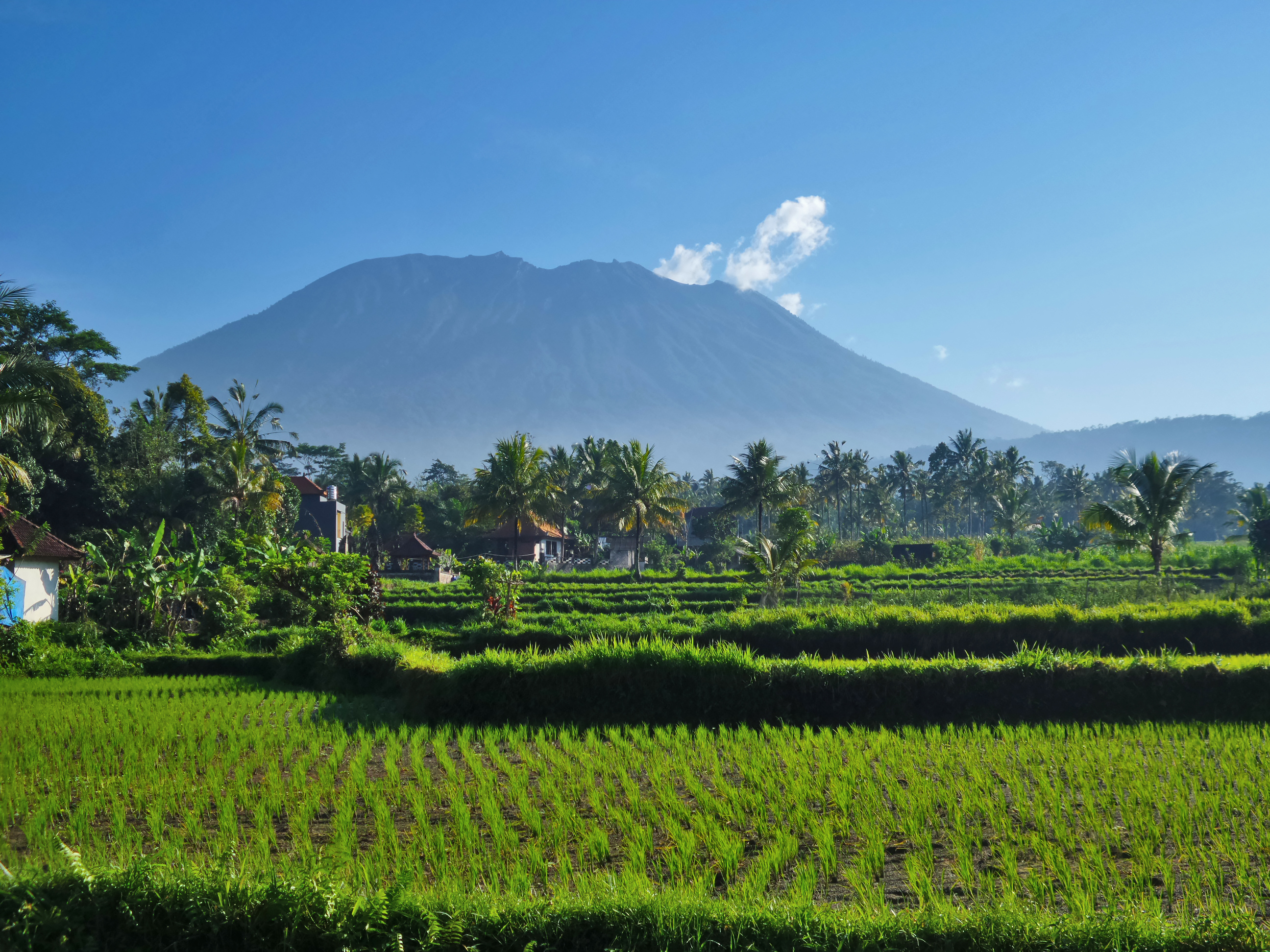
Reisfelder im Süden des Agung

Bali ist eine zu Indonesien gehörende Insel im Indischen Ozean mit einem tropisch warmen Durchschnittsklima. Hauptstadt der Insel ist Denpasar. Mit einer Fläche von 5590,15 km² ist Bali die mit Abstand größte Insel der gleichnamigen Provinz. Bei der Volkszählung 2020 hatte Bali rund 4,3 Millionen Einwohner.

## Geographie
Die Provinz Bali belegt hinsichtlich ihrer Fläche Rang 15 unter den 38 Verwaltungseinheiten der 1. Stufe (36 Provinzen und zwei gleichberechtigte Städte).

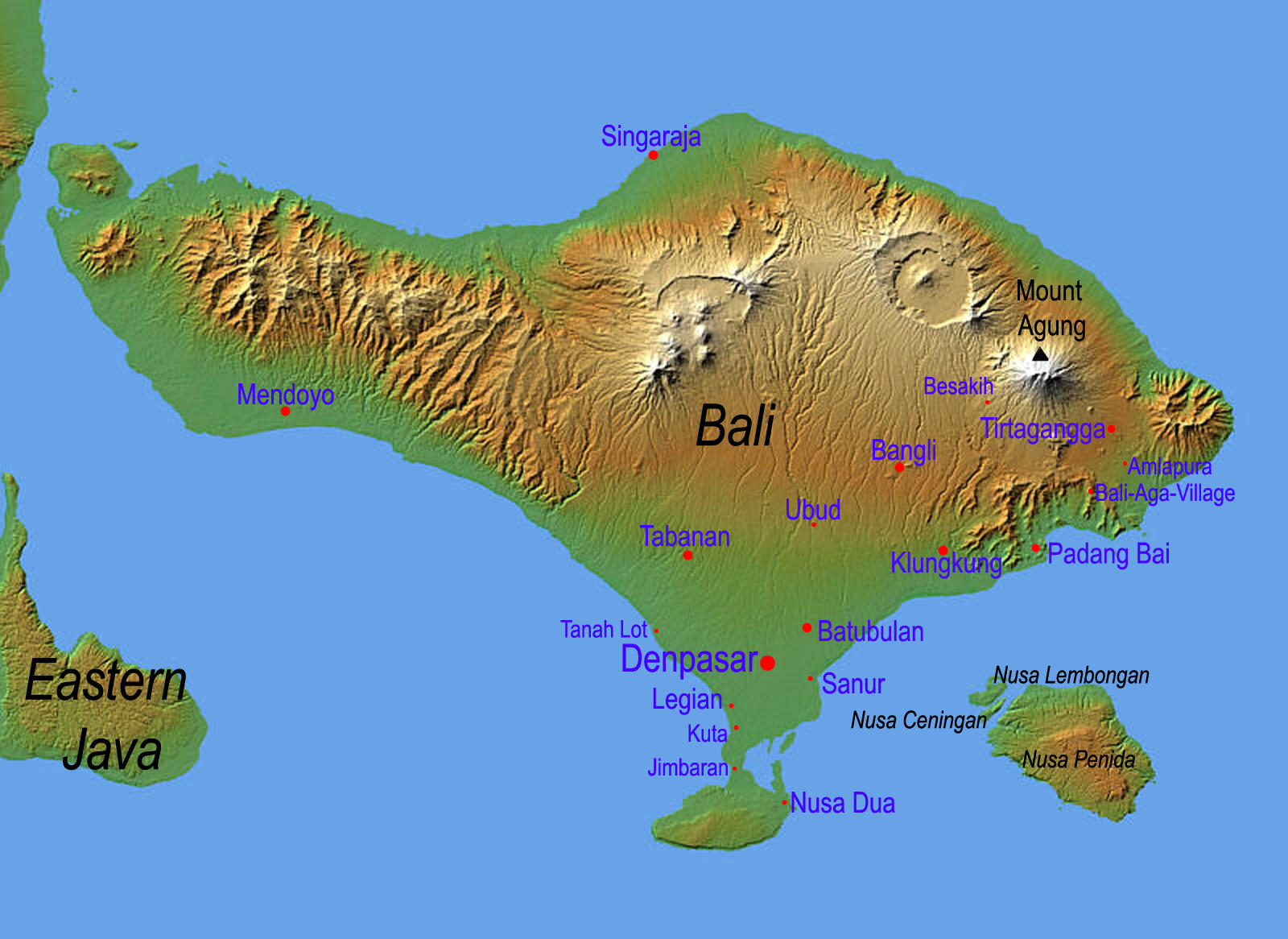
Topographie Balis

### Lage und Ausdehnung
Bali ist die westlichste der Kleinen Sundainseln, zu denen außerdem die Inseln von Nusa Tenggara (indonesisch: „Südostinseln“) gehören. Bali liegt im Indischen Ozean zwischen den Inseln Java im Westen und Lombok im Osten. Von Java ist Bali durch die 2,5 km breite Bali-Straße getrennt, von Lombok durch die minimal 19 km breite Lombokstraße. Die Nord-Süd-Ausdehnung der Insel Bali beträgt 95 km, von ihrer Westspitze bis zu ihrer Ostspitze misst sie 145 km.

### Grenzpunkte
Die Provinz erstreckt sich südlich des Äquators und besitzt folgende äußere Grenzpunkte:
| Richtung | Kode          | Desa/Kelurahan | Kecamatan    | Kabupaten  | Koordinaten          |
| -------- | ------------- | -------------- | ------------ | ---------- | -------------------- |
| N        | 51.08.08.2011 | Kubutambahan   | Kubutambahan | Buleleng   | 008°03′41,84″ s. Br. |
| O        | 51.07.04.2008 | Seraya Timur   | Karangasem   | Karangasem | 115°42′44,77″ ö. L.  |
| S        | 51.03.05.2002 | Ungasan        | Kuta Selatan | Badung     | 008°50′57,33″ s. Br. |
| W        | 51.01.04.1001 | Kel. Gilimanuk | Melaya       | Jembrana   | 117°25′53,86″ ö. L.  |

Bali gilt als eine relativ junge Insel. Vom malaiischen Festland ist die Insel nur durch drei verhältnismäßig flache Meeresstraßen getrennt. Diese sind im Verlauf der Zeit immer wieder trockengefallen, sodass sich Fauna und Flora Balis nicht sehr stark vom malaiischen Festland unterscheiden. Zwischen Bali und Lombok verläuft in der Lombokstraße die sogenannte Wallace-Linie. Dies ist die biogeografische Trennlinie zwischen asiatischer und australischer Flora und Fauna. Diese Meeresstraße ist bis zu 1000 Meter tief und besteht seit langer Zeit, sodass sich Flora und Fauna der beiden benachbarten Inseln stark unterscheiden.
Die meisten Berge Balis sind vulkanischen Ursprungs und bedecken etwa drei Viertel der gesamten Inselfläche. Der Vulkan Gunung Agung („Großer Berg“) ist mit 3142 Metern der höchste Berg der Insel. Für die Balinesen ist er der Sitz der Götter. Außerdem ist er der Pol des balinesischen Koordinatensystems. Der vorletzte Ausbruch von 1963 forderte 2000 Menschenleben und verwüstete zahlreiche Dörfer und Felder. Zuletzt brach er 2018 aus. Westlich vom Agung befindet sich die etwa zehn Kilometer breite Caldera des Batur-Massivs, mit dem Randkegel des Gunung Abang (2153 m) als höchste Erhebung. Das Innere der Caldera wird von dem jungen Kegel des im 20. Jahrhundert viermal tätigen Gunung Batur (1717 m) und vom Kratersee Danau Batur ausgefüllt.
Der Grund für die vulkanische Aktivität ist die Subduktion der Sahul-Platte (Teil der Australischen Platte) unter die Sundaplatte (Teil der Eurasischen Platte). Sie ist auch für den Vulkanismus auf den östlich und westlich benachbarten Inseln verantwortlich. Diese sind, wie Bali, Teil des sogenannten Sundabogens, eines vulkanischen Inselbogens, der allgemein typisch für Ozean-Ozean-Subduktionszonen ist. Südlich des Sundabogens fällt der Meeresboden zum Sundagraben hin ab. Solche Tiefseegräben sind ebenfalls typisch für Subduktionszonen.

### Inseln
Zur Provinz Bali gehören neben der Hauptinsel noch 34 weitere kleine Inseln und Eilande. Nusa Penida, Nusa Lembongan und Nusa Ceningan sind die größten. Über zwei Drittel (21) liegen im Kecamatan Klungkung.

### Politische Gliederung
Bali war bei der Gründung Indonesiens 1945 Teil der Provinz Nusa Tenggara Barat. Seit dem 14. August 1959 bildet es zusammen mit den direkten Nachbarinseln (siehe Lage) eine der 38 Provinzen der Republik. Alle Provinzregionen Indonesiens werden jeweils von einem Gouverneur verwaltet, der dem Staatspräsidenten direkt untergeben ist. Der Gouverneur von Bali, seit 2018 ist dies I Wayan Koster, hat seinen Sitz in der Hauptstadt Denpasar. Die Provinz Bali ist (seit 1992) in acht Kabupaten (Regierungsbezirke) und eine Kota (autonome Stadt Denpasar) unterteilt, deren bupati (Kreisrat) oder walikota (Oberbürgermeister) dem Gouverneur unterstehen. Diese Kabupaten gliedern sich in 57 Kecamatan (Distrikte). Die Zahl der desa (Dörfer) ist seit 2011 unverändert und liegt bei 636. Sie werden jeweils von einem kepala desa (Dorfoberhaupt) regiert. Die Dörfer wiederum sind unterteilt in banjars (Dorfbezirke), die von einem klian verwaltet werden.
Der Zusatz adat bedeutet traditionell, also balinesisch-hinduistisch. Einige wenige Dörfer verharren bewusst in der Kulturstufe vor der hinduistischen Beeinflussung. Diese liegen vor allem im Osten und am Batur-See. Sie werden als Bali Aga (Alt-Bali) bezeichnet. Es gibt auch einzelne kampung islam, Orte mit islamischer, und desa kristen, mit christlicher Bevölkerung.

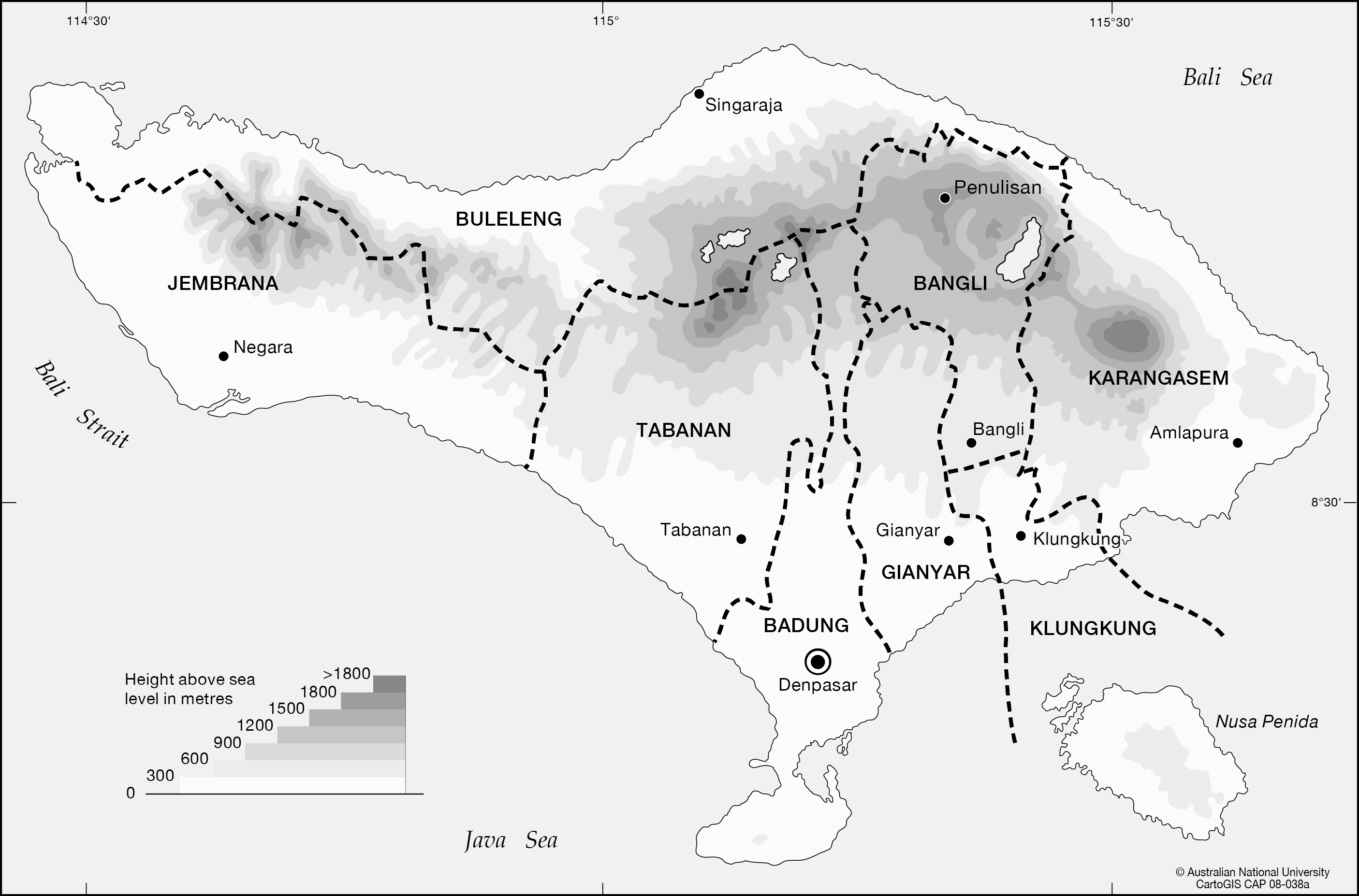
Karte von Bali mit Distrikten

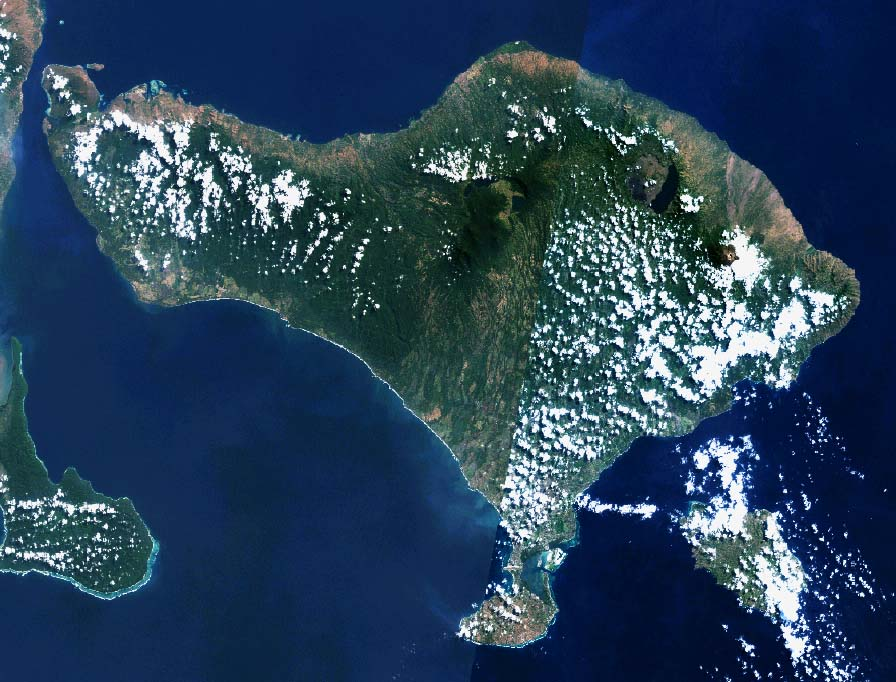
Luftbildaufnahme der Insel

| Code 1 | Wappen | Kabupaten / Kota Regierungsbezirk / Stadt | Ibu Kota Regierungssitz | Karte | Fläche (km²)  | Anzahl der Verwaltungseinheiten | Anzahl der Verwaltungseinheiten | Anzahl der Verwaltungseinheiten | Bevölkerung am Censustag 2 | Bevölkerung am Censustag 2 | Dichte (Einw./km²) |
| Code 1 | Wappen | Kabupaten / Kota Regierungsbezirk / Stadt | Ibu Kota Regierungssitz | Karte | Fläche (km²)  | Kecamatan 3                     | 00Desa 4000                     | Kelurahan 5                     | 2010                       | 2020                       | Dichte (Einw./km²) |
| ------ | ------ | ----------------------------------------- | ----------------------- | ----- | ------------- | ------------------------------- | ------------------------------- | ------------------------------- | -------------------------- | -------------------------- | ------------------ |
| 51.01  |        | Kab. Jembrana                             | Negara                  |       | 841,80 0      | 5                               | 41                              | 10                              | 261.638                    | 317.064                    | 376,7              |
| 51.02  |        | Kab. Tabanan                              | Tabanan                 |       | 0001.013,88 0 | 10                              | 133                             | 0                               | 420.913                    | 461.630                    | 455,3              |
| 51.03  |        | Kab. Badung                               | Mangupura               |       | 418,62 0      | 6                               | 46                              | 16                              | 543.332                    | 548.191                    | 1.309,5            |
| 51.04  |        | Kab. Gianyar                              | Gianyar                 |       | 368,00 0      | 7                               | 64                              | 6                               | 469.777                    | 515.344                    | 1.400,4            |
| 51.05  |        | Kab. Klungkung                            | Semarapura              |       | 315,00 0      | 4                               | 53                              | 6                               | 170.543                    | 206.925                    | 656,9              |
| 51.06  |        | Kab. Bangli                               | Bangli                  |       | 490,71 0      | 4                               | 68                              | 4                               | 215.353                    | 258.721                    | 527,2              |
| 51.07  |        | Kab. Karangasem                           | Amlapura                |       | 839,54 0      | 8                               | 75                              | 3                               | 396.487                    | 492.402                    | 586,5              |
| 51.08  |        | Kab. Buleleng                             | Singaraja               |       | 1.364,73 0    | 9                               | 129                             | 19                              | 624.125                    | 791.813                    | 580,2              |
| 51.71  |        | Kota Denpasar                             | Denpasar                |       | 127,78 0      | 4                               | 27                              | 16                              | 788.589                    | 725.314                    | 5.676,3            |
| 51     |        | Prov. B A L I                             | Denpasar                |       | 5.780,06 0    | 57                              | 636                             | 80                              | 3.890.757                  | 4.317.404                  | 747,0              |

### Orte
- Denpasar ist die Hauptstadt im Süden der Insel und Sitz der Udayana-Universität
- Gilimanuk, Fähre nach Java, im Westen
- Tuban, Ort des internationalen Flughafens Ngurah Rai (int. Kürzel: DPS), Fischerdorf mit berühmten Fischrestaurants am Strand
- Kerobokan im Bezirk Badung im Südwesten
- Kuta (mit Flughafen), Legian, Seminyak und Sanur im Süden, mit weißen Stränden, bilden die Touristenzentren
- Menjangan ist eine Insel im Nordwesten von Bali, sehr beliebt bei Sporttauchern
- Nusa Dua, abgeschlossenes Touristenzentrum auf der Halbinsel Bukit im Süden
- Nusa Penida ist eine Insel im Südosten von Bali, östlich von Denpasar
- Padang Bai, Fähre nach Lombok, im Osten
- Pemuteran, im Norden der Insel, in der Nähe von Menjangan
- Semarapura, Hauptstadt von Klungkung und ehemals ranghöchste Residenz der Insel, im Südosten
- Singaraja, die Hauptstadt zur Zeit der niederländischen Kolonialverwaltung und heutige Hauptstadt des Regierungsbezirks Buleleng, liegt an der Nordküste
- Tejakula, im Distrikt Buleleng an der Nordküste gelegenen
- Tenganan, ein Bali-Aga-Dorf im Osten
- Tulamben, im Nordosten gelegenes Gebiet mit Tauchbasen rund um das Liberty-Wrack – die Tauchplätze gehören zu den besten der Welt
- Ubud ist das Zentrum des Kulturtourismus im Kabupaten Gianyar

### Flora

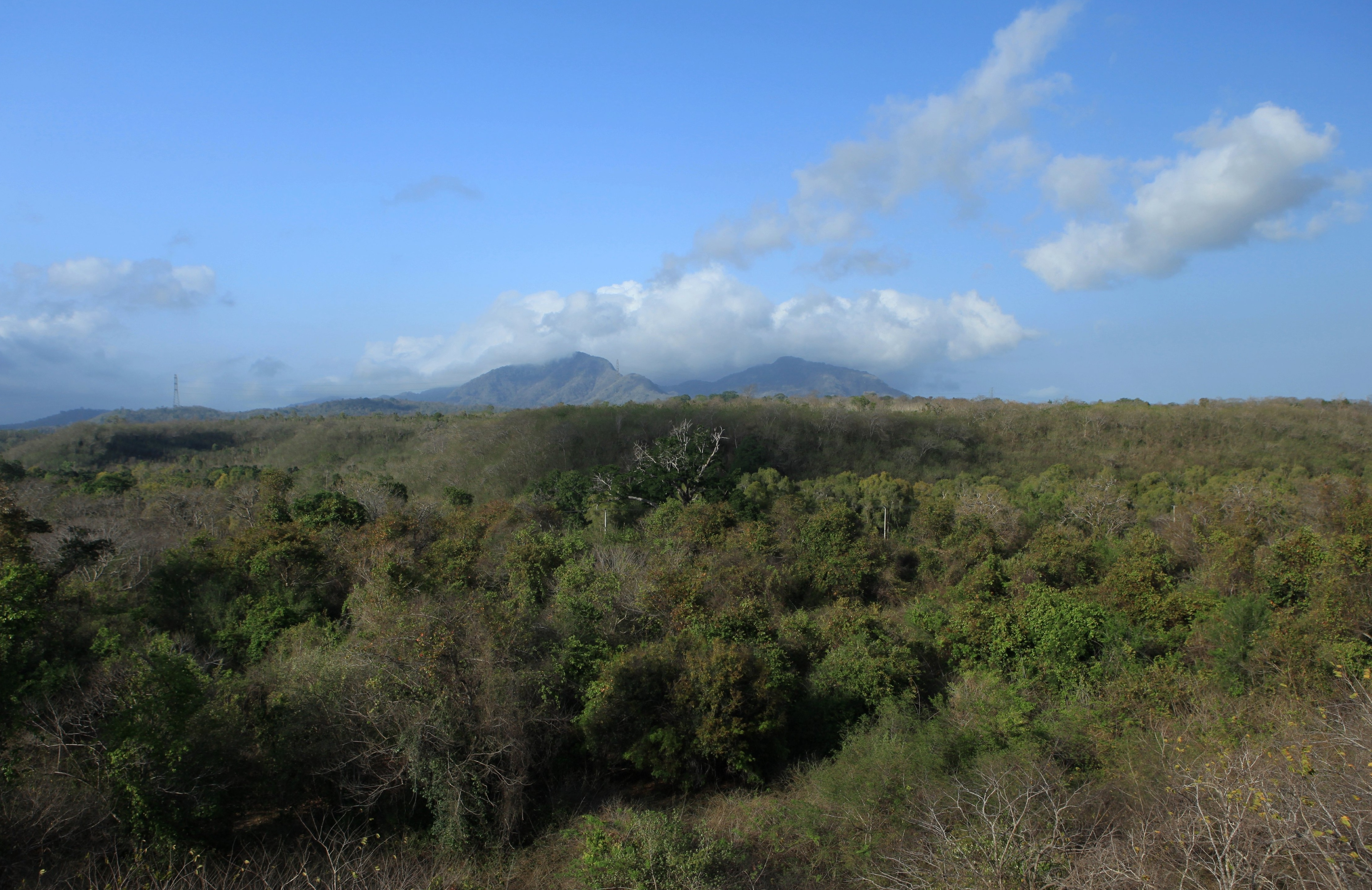
Ursprüngliche Vegetation im Nationalpark Bali Barat

Einst waren weite Teile der Insel von Monsunwald (auch tropischer Feuchtwald genannt) bedeckt. Durch die Kultivierung der Landschaft wurden die Wälder stark zurückgedrängt. Im Westen der Insel blieben sie teilweise erhalten, und seit 1984 ist die ursprüngliche Vegetation der Insel als Bestandteil des Bali-Barat-Nationalparks geschützt. Tropische Blütenbäume wie Frangipani, Bougainvillea oder Hibiskus wachsen verbreitet auf Bali. Schraubenbäume (Pandanus) und Lontarpalmen (Borassus flabellifer) wachsen vor allem in den Trockenregionen.
Auf Bali sind auf engstem Raum bis zu sechs Vegetationszonen anzutreffen:
1. Tropischer Trockenwald: Er bedeckte früher vor allem den trockenen Norden und Westen, wo die Trockenzeit bis zu acht Monate dauern kann.
2. Tropischer Regenwald: Der Tropische Bergwald war früher auf allen Bergspitzen oberhalb von 800 bis 1500 m vorhanden. Heute sind kleine Reste übrig geblieben. Diese Wälder sind sehr wichtige Wassereinzugsgebiete für die darunter liegenden, zum Teil dicht besiedelten Gebiete und bilden einen wirksamen Schutz vor Erosion.
3. Feuchtsavanne: Die Feuchtsavanne Balis ist ähnlich wie die Feuchtsavanne in Ostafrika. In Bali gibt es vor allem auf der südlichen und trockenen Halbinsel Feuchtsavannen, wo der Boden mehrheitlich aus Kalk besteht und dieser deshalb wenig Wasser speichern kann.
4. Mangrovenwälder: Sie wachsen im Gezeitenbereich von Flüssen und Meeresküsten. Die einzigen Mangrovenwälder befinden sich im Südosten und Westen Balis.
5. Lavalandschaft: Diese vegetationslosen Lavalandschaften sind in der Nähe der Vulkankrater zu finden.
6. Kulturlandschaft: Sie nimmt heute den größten Teil der Insel ein.

### Fauna

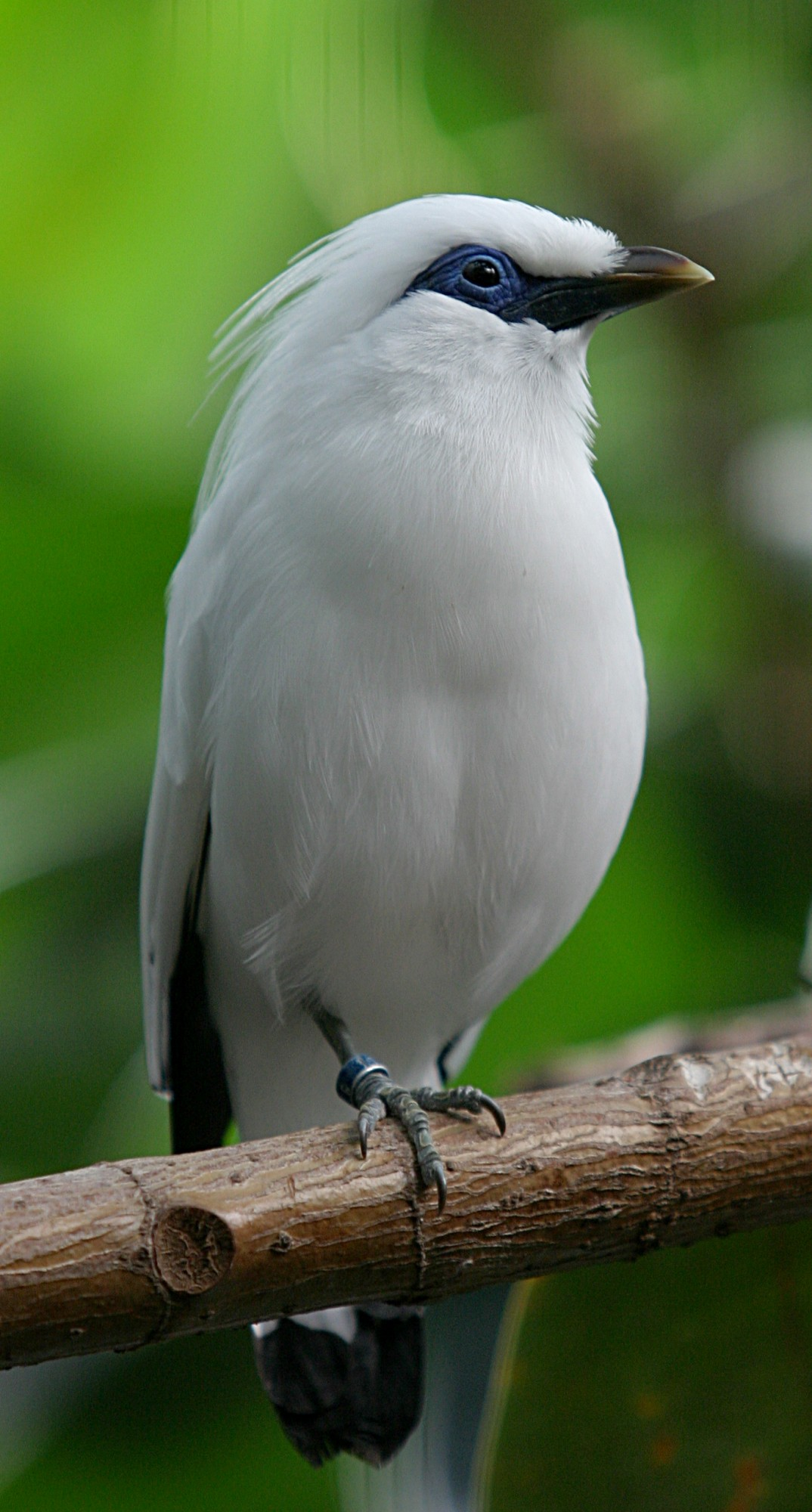
Der Balistar lebt ausschließlich auf Bali

Der Bali-Tiger ist seit den 1940er Jahren ausgestorben. Auch in Zoos gibt es keine lebenden Exemplare. Letzte unbestätigte Sichtungen reichen bis in die frühen 1950er Jahre zurück.
Auch außerhalb geschützter Reservate sind Affen häufig, besonders Makaken. Echsen, wie Agamen, Warane, Skinke und Geckos, findet man überall auf der Insel, auch Schlangen sind zahlreich. Die Großsäuger sind durch Wildschwein und Rotwild vertreten. Im Nationalpark leben noch 30–40 Exemplare des javanischen Wildrindes sowie viele verschiedene Vogelarten, darunter der nur auf Bali vorkommende Balistar.

### Klima
Das Klima ist tropisch warm mit hoher Luftfeuchtigkeit. Von November bis März bringt die innertropische Konvergenzzone (ITC) einen aus Nordwesten kommenden Monsunregen. Die zentrale Gebirgskette sorgt dafür, dass sich der Regen sehr ungleichmäßig auf der Insel verteilt. Im Süden der Insel fallen jährlich etwa 2000 mm Niederschlag. Im Gebirge erhöht sich der Niederschlag auf 3000 mm, dagegen erhält die im Regenschatten liegende Nordküste Balis nur rund 1000 mm Niederschlag.
Im Jahresmittel liegen die Temperaturen bei 24–34 °C auf Meeresniveau, in der Trockenzeit von Mai bis Oktober bei durchschnittlich 10–20 °C in den Hochlagen und 29–34 °C in den Küstenregionen.
|                       | Jan  | Feb  | Mär  | Apr  | Mai  | Jun  | Jul  | Aug  | Sep  | Okt  | Nov  | Dez  |   |      |
| Mittl. Tagesmax. (°C) | 33,0 | 33,4 | 33,6 | 34,4 | 33,1 | 31,4 | 30,4 | 29,6 | 31,4 | 33,6 | 32,7 | 33,0 | ⌀ | 32,5 |
| Mittl. Tagesmin. (°C) | 24,1 | 24,2 | 24,0 | 24,8 | 24,1 | 23,5 | 23,0 | 22,5 | 22,9 | 23,7 | 23,5 | 23,5 | ⌀ | 23,6 |
|                       |      |      |      |      |      |      |      |      |      |      |      |      |   |      |
| Niederschlag (mm)     | 345  | 274  | 234  | 88   | 93   | 53   | 55   | 25   | 47   | 63   | 179  | 276  | Σ | 1732 |
|                       |      |      |      |      |      |      |      |      |      |      |      |      |   |      |
| Regentage (d)         | 27   | 22   | 20   | 9    | 8    | 6    | 4    | 4    | 8    | 12   | 16   | 22   | Σ | 158  |

| 24,1 |

| 24,2 |

| 24,0 |

| 24,8 |

| 24,1 |

| 23,5 |

| 23,0 |

| 22,5 |

| 22,9 |

| 23,7 |

| 23,5 |

| 23,5 |

| 24,1 |

| 24,2 |

| 24,0 |

| 24,8 |

| 24,1 |

| 23,5 |

| 23,0 |

| 22,5 |

| 22,9 |

| 23,7 |

| 23,5 |

| 23,5 |

## Demographie
Die Provinz belegt Rang 16 unter den 38 Provinzen bzw. gleichgestellten Städten Jakarta und Yogyakarta. Mit der Bevölkerungsdichte von 783 Einwohner je Quadratkilometer rangiert sie auf Platz 7.

### Bevölkerungsentwicklung
Nachstehende Tabelle gibt einen Überblick der demographischen Entwicklung in der Provinz Bali, basierend auf den Ergebnissen der Volkszählungen.
| Kabupaten     | 1961                              | 1971                              | 1980                              | 1990                              | 2000      | 2010      | 2020 männl. | 2020 weibl. | 2020      |
| ------------- | --------------------------------- | --------------------------------- | --------------------------------- | --------------------------------- | --------- | --------- | ----------- | ----------- | --------- |
| Jembrana      | 129.534                           | 172.006                           | 204.915                           | 217.599                           | 231.806   | 261.638   | 158.730     | 158.334     | 317.064   |
| Tabanan       | 273.560                           | 328.056                           | 342.816                           | 349.534                           | 376.030   | 420.913   | 231.448     | 230.182     | 461.630   |
| Badung        | 310.570                           | 400.283                           | 504.300                           | 663.084                           | 345.863   | 543.332   | 274.577     | 273.614     | 548.191   |
| Gianyar       | 232.567                           | 271.576                           | 306.129                           | 336.738                           | 393.155   | 469.777   | 258.455     | 256.889     | 515.344   |
| Klungkung     | 127.893                           | 139.307                           | 148.746                           | 150.493                           | 155.262   | 170.543   | 103.657     | 103.268     | 206.925   |
| Bangli        | 124.005                           | 138.327                           | 161.542                           | 176.396                           | 193.776   | 215.353   | 130.307     | 128.414     | 258.721   |
| Karangasem    | 261.318                           | 267.299                           | 314.314                           | 343.413                           | 360.486   | 396.487   | 249.495     | 242.907     | 492.402   |
| Buleleng      | 323.082                           | 403.237                           | 486.962                           | 540.099                           | 558.181   | 624.125   | 398.135     | 393.678     | 791.813   |
| Kota Denpasar | Kota Denpasar wurde 1992 gebildet | Kota Denpasar wurde 1992 gebildet | Kota Denpasar wurde 1992 gebildet | Kota Denpasar wurde 1992 gebildet | 532.440   | 788.589   | 366.301     | 359.013     | 725.314   |
| B A L I       | 1.782.529                         | 2.120.091                         | 2.469.724                         | 2.777.356                         | 3.146.999 | 3.890.757 | 2.171.105   | 2.146.299   | 4.317.404 |

### Soziale Daten 2020
| Merkmal                                                             | Prov. Bali | 0Indonesien0   |
| ------------------------------------------------------------------- | ---------- | -------------- |
| Bevölkerung unterhalb der Armutsgrenze (Tsd.)00                     | 201,970    | 26.424,020     |
| Anteil der „armen Bevölkerung“ (indonesisch Penduduk miskin) (%)000 | 4,530      | 9,780          |
| Arbeitslosenrate (%)                                                | 5,370      | 7,070          |
| Lebenserwartung bei der Geburt (Jahre)                              | 72,240     | 71,470         |
| HDI-Index                                                           | 75,690     | 71,940         |
| Analphabetenrate (in %, 15+ J.)                                     | 5,200      | 4,000          |
| Anteil der Altersgruppen                                            | 0Real0     | 00.Prozentual0 |
| Kinder (<15 J.)                                                     | 926.1790   | 21,450         |
| arbeitsfähige Bevölkerung (15–64 J.)                                | 3.027.5250 | 70,120         |
| Rentner und Pensionäre (>65 J.)                                     | 363.7000   | 8,420          |

### Volksgruppen
89 % der Bevölkerung sind Balinesen (teils auch Balinesier genannt), der Rest verteilt sich auf kleine javanesische und chinesische Gemeinden.

### Religion

#### Religion und deren aktuelle Verteilung
| Kabupaten         | Muslime   | Muslime   | Protestanten | Protestanten | Katholiken | Katholiken | Hindus     | Hindus     | Buddhisten | Buddhisten | Konfuzionisten | Konfuzionisten |
| ----------------- | --------- | --------- | ------------ | ------------ | ---------- | ---------- | ---------- | ---------- | ---------- | ---------- | -------------- | -------------- |
| Jembrana          | 69.608    | 26,62     | 2.890        | 1,11         | 1.865      | 0,71       | 186.319    | 71,27      | 756        | 0,29       | 2              | <0,01          |
| Tabanan           | 26.070    | 6,20      | 2.691        | 0,64         | 1.195      | 0,28       | 389.125    | 92,51      | 1.533      | 0,36       | 14             | <0,01          |
| Badung            | 96.166    | 17,73     | 18.396       | 3,39         | 10.234     | 1,89       | 414.863    | 76,50      | 2.475      | 0,46       | 32             | 0,01           |
| Gianyar           | 18.834    | 4,01      | 1.692        | 0,36         | 667        | 0,14       | 447.225    | 95,30      | 799        | 0,17       | 28             | 0,01           |
| Klungkung         | 7.794     | 4,58      | 372          | 0,22         | 138        | 0,08       | 161.589    | 94,87      | 430        | 0,25       | –              | –              |
| Bangli            | 2.185     | 1,02      | 197          | 0,09         | 56         | 0,03       | 212.325    | 98,81      | 113        | 0,05       | 1              | <0,01          |
| Karangasem        | 16.221    | 4,09      | 398          | 0,10         | 197        | 0,05       | 379.113    | 95,67      | 334        | 0,08       | 1              | <0,01          |
| Buleleng          | 57.467    | 9,23      | 3.132        | 0,50         | 916        | 0,15       | 557.532    | 89,59      | 3.127      | 0,50       | 97             | 0,02           |
| Denpasar          | 225.899   | 28,67     | 34.686       | 4,40         | 16.129     | 2,05       | 499.192    | 63,36      | 11.589     | 1,47       | 252            | 0,03           |
| Provinsi Bali     | 520.244   | 13,39     | 64.454       | 1,66         | 31.397     | 0,81       | 3.247.283  | 83,58      | 21.156     | 0,54       | 427            | 0,01           |
| religiöse Gebäude | 247 + 506 | 247 + 506 | 469          | 469          | 48         | 48         | 5.236 Pura | 5.236 Pura | 66 Vihara  | 66 Vihara  | 18 Klenteng    | 18 Klenteng    |

| Religion                       | Anzahl    | Anteil % |
| ------------------------------ | --------- | -------- |
| Muslime                        | 449.805   | 10,28    |
| Protestanten                   | 76.948    | 1,76     |
| Katholiken                     | 37.6356   | 0,86     |
| Hindus                         | 3.780.272 | 86,40    |
| Buddhisten                     | 29.876    | 0,68     |
| Konfuzionisten                 | 606       | 0,01     |
| Kepercaayan terhadap Tuhan YME | 121       | <0,01    |

#### Hinduismus

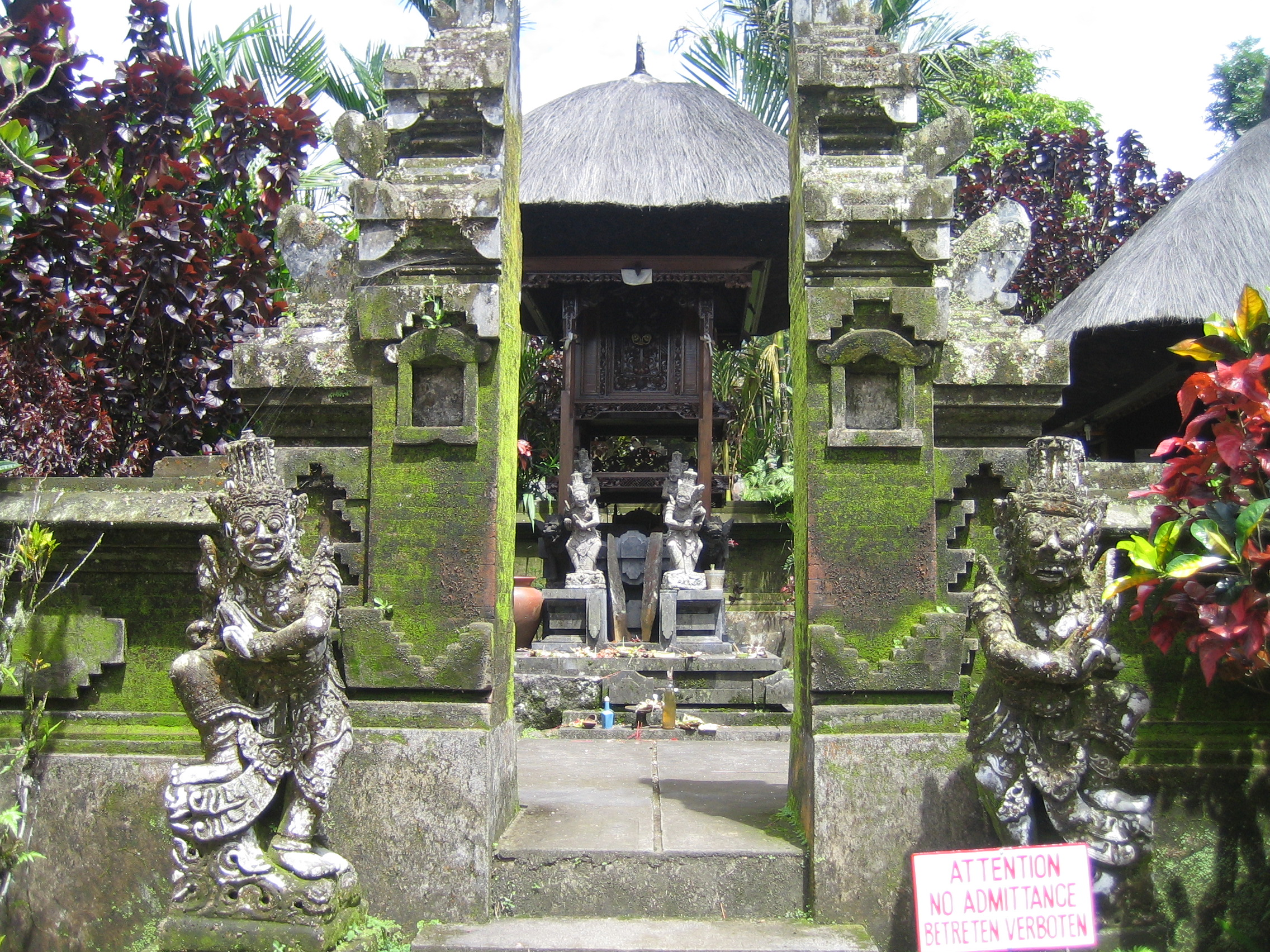
Umfassung eines typischen Haustempels mit gespaltenem Tor (Candi bentar), seitlichen Nischen für Opfergaben (apit lawang) und dämonischen Wächterfiguren davor

Bali ist die einzige Region außerhalb Indiens, Nepals und Mauritius’ mit einer hinduistischen Bevölkerungsmehrheit. Die meisten Balinesen bekennen sich zur Hindu-Dharma-Religion, der balinesischen Glaubensform des Hinduismus. Einzug hielt der Hinduismus in Bali im 8. bis 9. Jahrhundert. Religiöse Riten und Feste begleiten die Menschen von der Geburt bis zum Tod und über den Tod hinaus. Sie sind Grundlage des Zusammenhalts von Familie und Dorfgemeinschaft. Religiöse Riten werden wirksam bei der Gründung eines Dorfes, sie ordnen das Familienleben und sind die ethischen Leitlinien des ganzen Volkes. Feiertage, Volksvergnügungen und Versammlungen werden stets von einer Tempelzeremonie eingeleitet.
Bali wird die „Insel der Tausend Tempel“ genannt. Jedes Hindu-Banyar beheimatet drei Tempel: den Pura Puseh (Ursprungstempel), den Pura Desa (Tempel der großen Ratsversammlung) und den Pura Dalem (Todestempel). In manchen Dörfern sind Pura Puseh und Pura Desa in einem Tempelkomplex vereint. Meist sind solche Tempel aufwendig gestaltet, selbst in abgelegenen Regionen, und stehen im gestalterischen Aufwand den bedeutenden Tempeln der Insel kaum nach. Dazu hat noch jedes Haus und jedes Subak seine eigenen Tempel und an markanten Punkten (Straßenkreuzungen, Ortseinfahrten, Banyan-Bäume etc.) gibt es Kleintempel oder zumindest einen Opferstock, der im Extremfall ein einfacher Stein sein kann.

#### Traditionelle Vorstellungen und Praktiken
Neben dem vorherrschenden Hinduismus sind nach wie vor auch animistische Traditionen der alten ethnischen Religionen für das gesamte religiöse Leben der Insel bestimmend. Danach sind in allen Erscheinungen Götter gegenwärtig. Alles in der Natur hat eine eigene Macht, die die Macht der Götter widerspiegelt: Felsen, Bäume, ein Dolch, sogar Kleidung können von Geistern bewohnt sein, deren Macht man zum Guten oder Bösen benutzen kann. Rituale spielen eine große Rolle und sind weit weniger von heiligen Schriften bestimmt als etwa der indonesische Islam. Diese Ritualisierung des Lebens und die damit einhergehende Selbstkontrolle ist ein wesentlicher Teil des religiösen Brauchtums im Volk. Insbesondere im Schattenspiel mit der priesterlichen Leitfigur des Dalang zeigen sich noch starke Reste eines alten Schamanentums, das auch bei Initiationsritualen, bei Seelenführern, Heilungen usw. erkennbar wird. Ähnliches gilt für analoge Zeremonien in Malaysia, Kambodscha und  Thailand.
Im Meer befindet sich die Unterwelt, auf den Vulkanen leben die Götter und der Ahnenkult ist ausgeprägt. Es gibt Tausende von Heilern und Schamanen, die sämtliche Dienstleistungen von der Heilung über das Wahrsagen bis zum Liebeszauber anbieten. Es gibt überdies einen „weißen (guten) und schwarzen (bösen) Schamanismus“. Grundgedanke ist stets die Wiederherstellung der gestörten Harmonie innerhalb der universalen Polarität, die hier wie in den anderen ostasiatischen Religionen aber nicht oppositionell, sondern als sich ergänzend aufgefasst wird. Häusliche Opfer sind verbreitet.

#### Buddhismus auf Bali

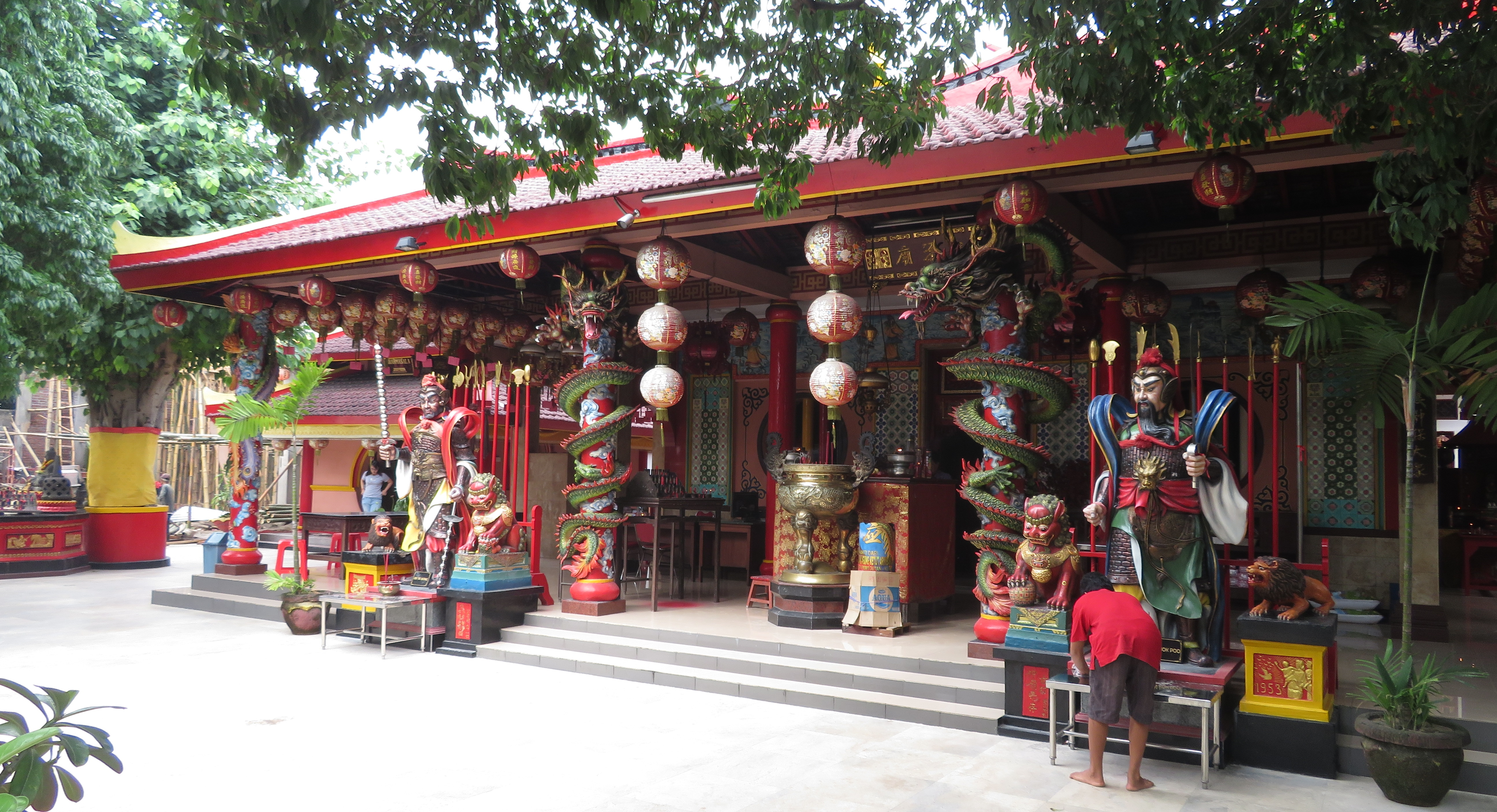
Buddhistischer Tempel in Kuta

Nur 0,68 % der Balinesen sind Buddhisten, von denen die meisten aus China stammen. Der buddhistische Tempel der Viharaya Dharmayana in Kuta ist einer der am meisten besuchten. Er wurde 1876 gegründet.

### Sprachen
Auf Bali wird hauptsächlich Balinesisch (basa Bali) und Indonesisch (bahasa Indonesia) gesprochen. Als nichtindonesische Sprache ist Englisch wegen des Tourismus ebenfalls weit verbreitet. Je nach Haupttouristenherkunft vor Ort wird auch Niederländisch (Sanur), Japanisch (Ubud) und gelegentlich auch Deutsch, Russisch, Italienisch oder Französisch gesprochen, soweit dies für den Verkehr mit Touristen erforderlich ist.
In Privatschulen wird neben den genannten Sprachen auch Mandarin unterrichtet.

### Familienstand
Zum Jahresende 2024 waren 43,00 (28,04) % der Bevölkerung ledig; 50,85 (64,19) % verheiratet; 1,34 (1,69) % geschieden und 4,81 (6,08) % der Bevölkerung verwitwet. Kursive Zahlen in Klammern beziehen sich auf die Bevölkerung ab dem Alter von 15 Jahren (909.499 das sind 20,79 % von Bali). Der Anteil der über 65-jährigen liegt bei 9,49 Prozent (415.038). 

## Geschichte

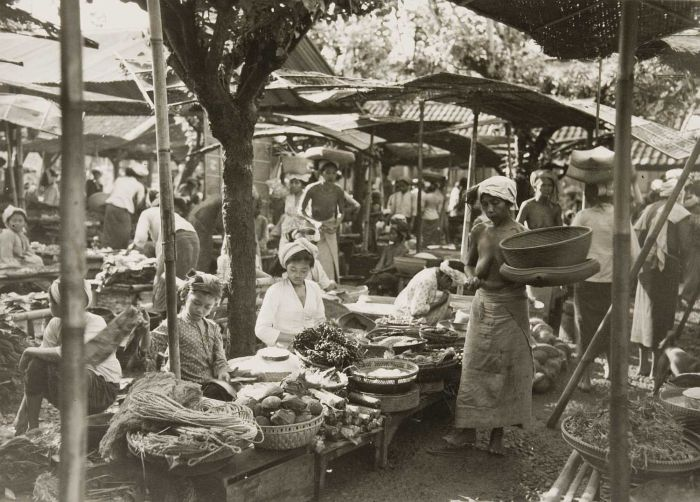
Balinesischer Markt zwischen 1945 und 1955

Als erste Einwanderer vermutet man Menschen aus Südindien, die Bali ca. 1500 v. Chr. besiedelten. Das erste Königreich ist für 990 n. Chr. belegt. 1478 zog die hinduistische Oberschicht des Majapahit-Reiches von Java, durch den Islam verdrängt, nach Bali. Der König der hieraus entstehenden Dynastie (Gelgel-Dynastie) regierte Bali von Klungkung aus. In der Folgezeit verselbständigten sich die Provinzen Balis. Ihre Herrscher, die Rajas, wurden nunmehr zu Königen ihrer eigenen Reiche. Die Niederländer besetzten Bali in Etappen von 1846 bis 1908. Angesichts der nicht mehr aufzuhaltenden Invasoren verweigerten die Rajas von Denpasar und Pemecutan dennoch die Unterwerfung. Sie brannten ihre Paläste nieder und zogen in ihren schönsten Kleidern mit Familien, Hofstaat, Priestern und Kriegern in den Kugelhagel der Kolonialmacht. 4000 Balinesen kamen dabei um. Die Herrschaft der Niederländer währte bis 1942. In dieser Zeit erbrachte das Opiummonopol dem niederländischen Staat Einnahmen, die die Ausgaben für Eroberung und Unterhaltung der Kolonie deutlich übertrafen.
Danach wurde die Insel bis 1945 von Japan annektiert. Am 17. August 1945 erfolgte die Proklamation Indonesiens. Seitdem ist Bali ein Teil des Landes.
1963 brach der Gunung Agung aus und tötete Tausende. Darauf folgte ein wirtschaftliches Chaos, welches viele Balinesen dazu veranlasste, in andere Teile Indonesiens umzusiedeln.
Die Führung unter General Suharto brachte 1965 eine Welle der Gewalt nach Bali. Opfer waren die Mitglieder der Kommunistischen Partei (PKI) und Minderheiten, vor allem die wirtschaftlich erfolgreichen chinesischen Einwanderer. Einfache Zivilisten beteiligten sich an den Massakern.
Am 12. Oktober 2002 wurden 202 Menschen bei Sprengstoffattentaten auf zwei Diskotheken in Kuta getötet. Drei Jahre später, am Samstag, dem 1. Oktober 2005, explodierten drei Sprengsätze und töteten 26 Menschen. Es gab 122 Verletzte, darunter auch zwei deutsche Staatsangehörige. Zwei der Bomben explodierten am Strand von Jimbaran, eine weitere vor einem Restaurant in Kuta Beach. Die Polizei geht von Selbstmordanschlägen aus und vermutet die radikal-islamistische Organisation Jemaah Islamiyah hinter dem Attentat.
Die traditionellen Strukturen Balis basieren auf drei Gruppen, die dafür sorgen, dass sich keine isolierten Einheiten (außer den Bali Aga) bilden können:
- die Banjar als unterste Verwaltungseinheit auf geographischer Ebene
- die Subak für die Festlegung der Bewässerungsmodalitäten der Reisfelder
- die Pemaksan zur Regelung der religiösen Rituale

Diesen sind höhere Ebenen selbstähnlich strukturiert übergeordnet. Ergänzend und teilweise komplementär kamen früher die Verwaltungen der Rajas (Könige) hinzu, deren Stelle heute vom indonesischen Staat eingenommen wird.

## Wirtschaft und Infrastruktur

### Übersicht
Beschäftigung der Bevölkerung
- 59 % Landwirtschaft
- 19 % Handel mit handwerklichen Erzeugnissen, Textilindustrie, Baugewerbe
- 22 % mit Tourismus verbundener Handel, Finanzwesen, Gastgewerbe

### Landwirtschaft

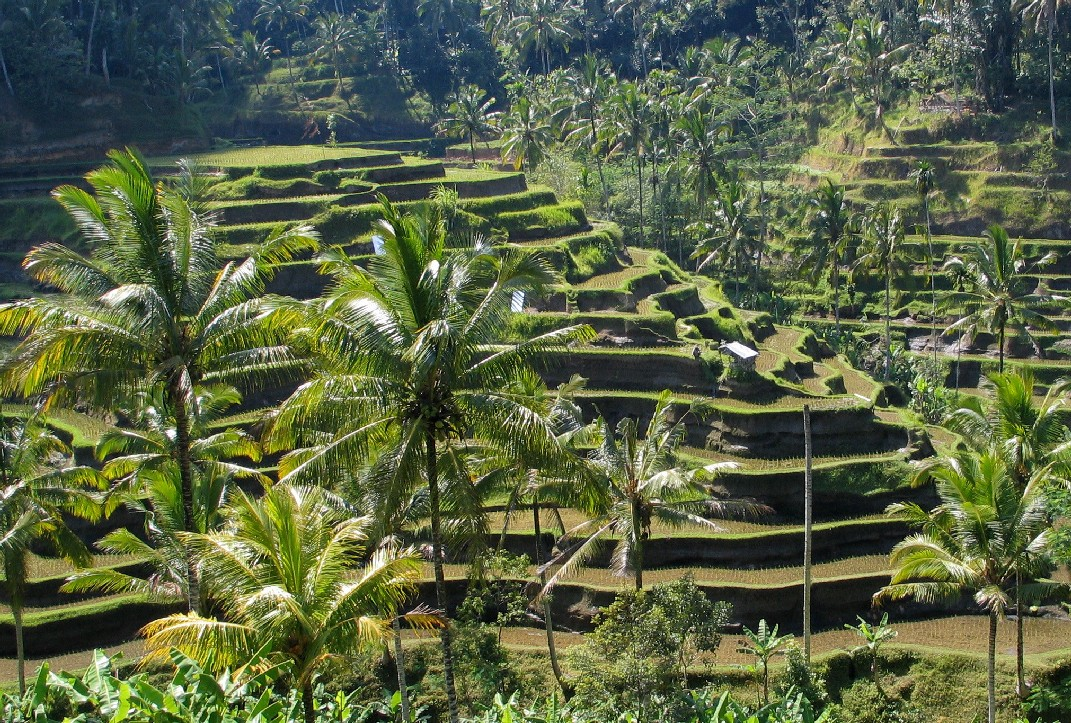
Terrassierte Reisfelder nördlich von Ubud. Die heutigen Nassreissorten erlauben auf Bali drei Ernten pro Jahr

Die meisten Balinesen sind nach wie vor in der Landwirtschaft beschäftigt. Das Inselinnere ist für die Landwirtschaft zu gebirgig und die schmalen Küstenstreifen im Norden und Osten eignen sich nur bedingt. Das Hauptanbaugebiet befindet sich im flachen und sehr fruchtbaren Süden der Insel. Reis ist das Hauptnahrungsmittel und das wichtigste Anbauprodukt der Insel und wird hauptsächlich für den Eigenbedarf produziert. Kokosnüsse und Schweinefleisch sind die wichtigsten Exportprodukte, ebenso Arabica-Kaffee, der im Hochland von Kintamani gute Anbaubedingungen findet. Für den Eigenbedarf werden vor allem Erdnüsse, Chilis, Zwiebeln, Sojabohnen oder andere tropische Gemüsesorten und Früchte angepflanzt.

### Industrie
Die einzige nennenswerte Industrie ist die Textilindustrie. Billige Strandkleidung, von Frauen zum Teil in Heimarbeit gefertigt, wird im In- und Ausland vermarktet. Ebenfalls exportiert Bali viel Kunsthandwerk.

### Tourismus

#### Übersicht
Mittlerweile ist der Tourismus der wichtigste Devisenbringer. Bali ist die am häufigsten besuchte Touristeninsel Indonesiens. Die Insel deckt wesentliche Teile ihres Haushalts mit Mitteln aus dem Fremdenverkehr. Heute kommen etwa vier Millionen Besucher jährlich. Trotzdem hat Bali auch jenseits des Tourismus immer seine eigenständige kulturelle Identität bewahrt. Von den etwa 5000 Tanz- und Gamelangruppen, die regelmäßig ihre religiösen Zeremonien abhalten, sind nur wenige ausschließlich für die Touristen aktiv.
Einige Orte wie Kuta, Legian und Seminyak haben sich im Laufe der letzten Jahre stark „verwestlicht“. Die meisten Touristen kommen aus Indonesien, Australien, Japan, China, Russland und den Niederlanden.

#### Tauchgebiet
Vor der Küste Balis gibt es ausgedehnte Korallenriffe.
Viele Riffe – vorwiegend vor der Nordost- und Südwestküste – sind als Tauchgebiet beliebt. Weiterhin liegt in der Bucht vor Tulamben das 1942 gesunkene Wrack der USAT Liberty. Dieses liegt in rund 30 Metern Tiefe und ist vom Strand aus gut erreichbar. Die Riffe um die vorgelagerte Insel Nusa Penida sind aufgrund teilweise starker Strömungen schwierige Tauchspots, zählen aber zu den besten rund um Bali.
Ähnlich wie in den Tauchgebieten um Lombok bieten die Riffe Lebensraum für 1200–3000 verschiedene Arten von Fischen, Krebs- und Weichtieren, davon alleine 21 Skorpionfisch-, 14 Kugelfischarten, 20 Seepferdchen- bzw. Seenadelarten sowie 75 Hummerartige und Garnelen.

### Flughafen
Der Ngurah Rai International Airport liegt in der Nähe von Jimbaran und Kuta.

## Kultur

### Küche
Der erste Grundsatz der balinesischen Küche ist Andacht. Von den Speisen des Tages wird täglich geopfert, bevor die Menschen davon essen. Viele Speisen werden speziell zu rituellen Zwecken zubereitet und nach der Zeremonie verspeist – Essen ist Gebet. Fisch, Fleisch und Geflügel werden in kleineren Mengen als Beilage verzehrt. Kühe gelten im überwiegend hinduistisch geprägten Bali als heilig, weshalb Rindfleisch als Opfergabe nicht in Frage kommt. Schweinefleisch hingegen ist ein alltägliches Nahrungsmittel und trägt mit Fisch (Süß- und Seewasser), Meeresfrüchten, Ziegenfleisch, aber auch Schnecken (Bekicot) zur Eiweißversorgung bei. Auch Enten, als Nutztiere weit verbreitet, sind bei Festessen und Großopfern unverzichtbar. Historisch waren Kühlmöglichkeiten begrenzt, so wird Fisch oft eingesalzen oder zu Fischpaste verarbeitet.
Im Alltag wird der gemeinschaftlichen Einnahme von Mahlzeiten keine eigene Rolle zugemessen. Das gemeinsame Essen ist lediglich den Festtagen vorbehalten. Bei einem Fest gibt es auch keine getrennten Speisegänge. Das Frühstück ist nicht selten ein Stehimbiss, bei dem schnell ein paar Speisen verzehrt werden, die vom Marktbesuch mitgebracht wurden. Das Mittagessen wird von den Frauen des Haushalts jeden Morgen frisch zubereitet und dann auf dem Esstisch unter einem Fliegenschutz aufbewahrt, an dem sich die Familienmitglieder im Laufe des Tages nach Belieben bedienen. Begriffe wie Vorspeise, Suppe, Hauptspeise oder Nachspeise sind für die balinesische Küche unangebracht. Man isst, was auf dem Tisch steht, in der Reihenfolge des eigenen Gusto. Das Abendessen setzt sich meist aus den Überresten des Mittagessens zusammen. Dazu werden Omeletts oder auch gebratene Nudeln gereicht, welche die Chinesen in der indonesischen Küche etabliert haben.
Verschiedenartige Gewürze nehmen in der balinesischen Küche – wie generell im asiatischen Raum – eine bedeutende Stellung ein. Beilagen werden gerne kräftig, oft auch extrem scharf gewürzt. Balinesische Speisen sind meist ohne Kühlung den ganzen Tag haltbar. Unverzichtbar ist die Kokosnuss, die zu den Hauptanbauprodukten der Insel gehört. Ihre Milch, zubereitet aus einem Aufguss aus Wasser und geraspelter Kokosnuss, ist eine hervorragende Grundlage für die Curry-Gerichte. Geraspelte Kokosnüsse werden unter Gemüse gemischt oder mit Gewürzen gebraten als Beilage gereicht. Indische und arabische Kaufleute brachten neue Gewürze nach Bali, wie z. B. Ingwer, Kardamom und Kurkuma. Mit den Portugiesen kamen die heute in der balinesischen Küche unverzichtbaren Chilis hinzu. Holländer bereicherten den Speiseplan mit Kartoffeln und anderen europäischen Gemüsesorten, die in den höheren Lagen Balis gut wachsen. Die Chinesen brachten vor allem Glasnudeln nach Bali.
Reis ist in Bali mehr als ein Grundnahrungsmittel, denn Essen ist für die Balinesen gleichbedeutend mit Reis essen. Maniok und Kartoffeln sind nur gelegentlich servierte Abwechslungen. Selbst die Fastfoodketten servieren alle Gerichte mit Reis und nur gegen Aufpreis mit Pommes frites. Ein beliebter Snack zwischendurch ist Rujak, ein Fruchtsalat aus unreifen Früchten – vor allem von einer speziellen Mango – oder Gemüse, angerichtet mit einer Sauce aus Chili, Palmzucker, gerösteter Krabbenpaste und Fischsoße, abgeschmeckt mit Limette und Salz.

### Musik
Die balinesische Musik wurde durch die Musik der Nachbarinsel Java beeinflusst, insbesondere während der vor-islamischen, vom Hinduismus geprägten Zeit. Auf Bali sind verschiedene Gamelanstile verbreitet, aber auch Gesangsarten wie der Kecak.

### Sehenswürdigkeiten

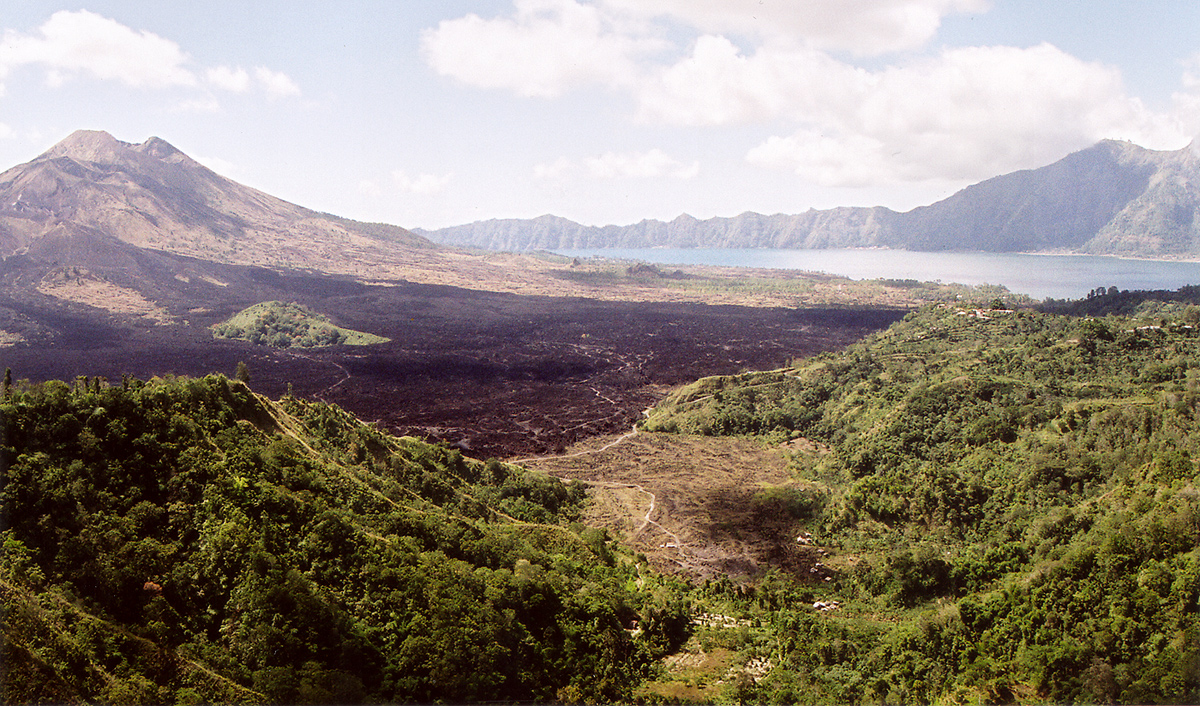
Gunung Batur (Vulkankegel li.) / Danau Batur (See re.)

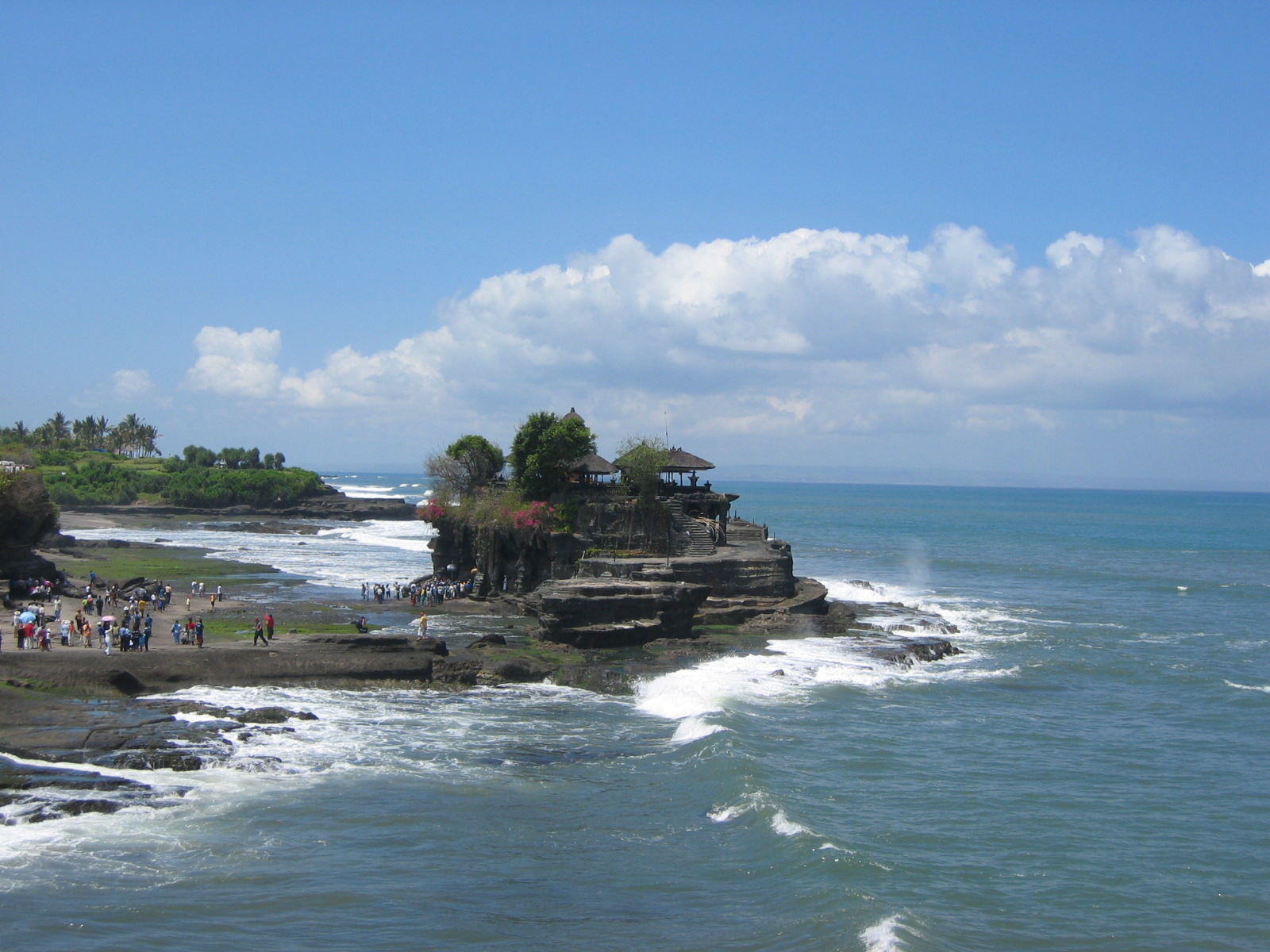
Tempelanlage Tanah Lot

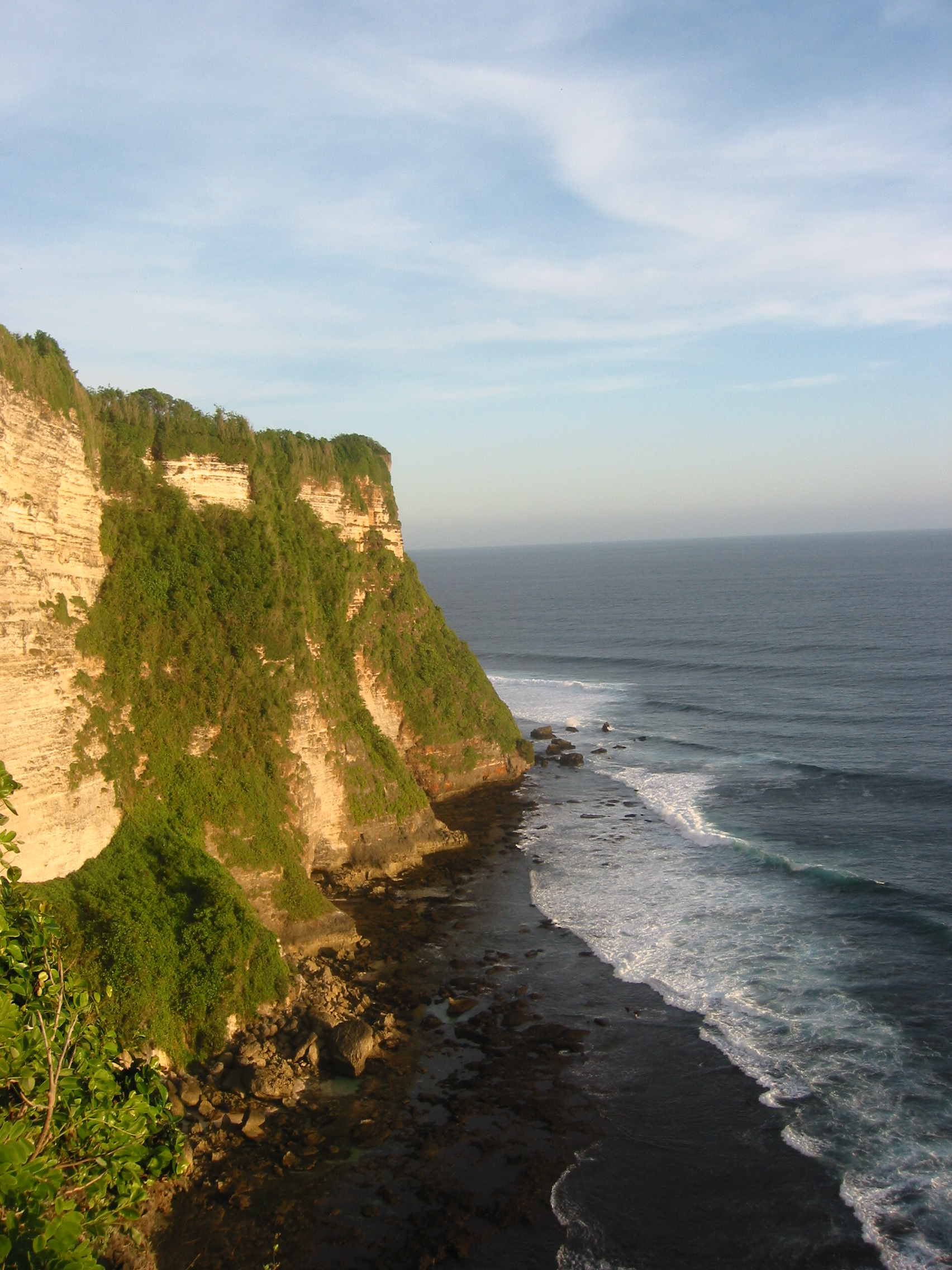
Steilküste am Tempel Pura Luhur Ulu Watu

#### Tempelanlagen
- Pura Besakih, der Muttertempel
- Tanah Lot, der Meerestempel
- Pura Luhur Ulu Watu, Tempel an einer Steilklippe im Süden
- Pura Ulun Danu Bratan, ein Seetempel im Danau Bratan
- Pura Luhur Batukaru, am Fuße des Gunung Batukaru
- Pura Goa Lawah, die Fledermaushöhle zwischen Kusamba und Padang Bai, an der Steilküste
- Pura Pusering Jagat, in Pejeng im Distrikt Gianyar
- Garuda-Wisnu-Kencana-Statue, 75 Meter hohe Statue in Ungusan

#### Landschaften
- Gunung Batur, Vulkan
- Gunung Agung, Vulkan
- Gitgit, Wasserfälle
- Reisterrassen in Zentralbali
- Danau Bratan, Bergsee
- Pasut Beach, Tabanan (nördlich des Tanah-Lot-Tempels)
- Marines Schutzgebiet Pulau Menjangan im Nordwesten für Schnorchler und Taucher
- Tulamben an der äußersten Ostküste: Wracktauchen
- Nusa Lembongan, Ort zum Entspannen
- Kelingking Beach auf Nusa Penida

#### Kunst
- Ubud, künstlerisches Zentrum Balis (Malerei)
- Celuk, Dorf der Silberschmiede
- Mas, Dorf der Holzschnitzer
- Batubulan, Dorf der Bildhauer

#### Kultur
- Tempelfeste und Totenverbrennungen, so Ngaben, balinesische Einäscherungszeremonie
- Botanischer Garten bei Bedugul
- Subak-Landschaften (UNESCO-Welterbe)

### Weiteres
- Wasserpalast von Karangasem bei Amlapura
- Tirtagangga: Wasseranlage des letzten Königs von Amlapura
- Goa Gajah, Elefantenhöhle
- Klungkung
- Monkey Forest in Ubud
- Taman Safari Bali

## Astronomie
Nach der Insel Bali ist der am 31. Oktober 1913 von Adam Massinger in Heidelberg entdeckte Asteroid (770) Bali benannt.
Der aus dem balinesischen Hinduismus entstandene Pawukon-Kalender teilt das Jahr in 210 Tage. Daneben gibt es den Saka-Kalender, der aus Südindien stammt und am Neumond nach der Tag- und Nacht-Gleiche im Frühjahr (Ende März) beginnt. Neujahrstag ist der Feiertag Nyepi.